# Centro de Estudios Distributivos, Laborales y Sociales
El Centro de Estudios Distributivos, Laborales y Sociales (CEDLAS) es un centro especializado en investigaciones académicas aplicadas a temas distributivos, laborales y sociales en América Latina y el Caribe, a través de técnicas empíricas basadas en microdatos provenientes de encuestas. Creado en 2002, el CEDLAS funciona en la Facultad de Ciencias Económicas de la Universidad Nacional de La Plata (UNLP).
Las principales áreas de estudio del CEDLAS son: pobreza; desigualdad; evaluación de políticas públicas; mercado laboral y empleo; educación y salud; macroecnomía y finanzas. El CEDLAS ha desarrollado múltiples proyectos de investigación en estos temas en colaboración con diversos organismos internacionales, gobiernos nacionales e instituciones académicas. El trabajo de los investigadores del CEDLAS es publicado periódicamente en la Serie de Documentos de Trabajo del Centro, y en libros y revistas académicas.
El CEDLAS desarrolla una nutrida actividad docente que incluye cursos de posgrado, seminarios y cursos cortos dictados tanto en su sede de La Plata, como en universidades, oficinas de gobierno y organismos extranjeros. Además, el Centro es responsable, junto al Grupo de Pobreza y Género del Banco Mundial, del desarrollo y mantenimiento de la Base de Datos Socioeconómicos para América Latina y el Caribe (Socio-Economic Database for Latin America and the Caribbean-SEDLAC), cuyos indicadores son extensamente utilizados por investigadores, gobiernos y la prensa, para evaluar y analizar la situación social de la región.
En el año 2016, el CEDLAS fue distinguido como uno de los más importantes laboratorios de ideas del mundo según el índice que elabora la Universidad de Pensilvania considerando más de 6.500 instituciones en todo el mundo.

## Miembros
El CEDLAS está compuesto por investigadores Sénior y Júnior, asistentes de investigación y estudiantes de posgrado de la carrera de Economía de la Universidad Nacional de La Plata. 
El equipo de Investigadores Sénior está integrado por: 
- Leonardo Gasparini, Director.  Ph. D. en Economía, Princeton University.

- Guillermo Cruces, Subdirector. Ph. D. en Economía, London School of Economics and Political Science.

- Martín Cicowiez, Subdirector. Dr. en Economía, Universidad Nacional de La Plata.

- Javier Alejo. Dr. en Economía, Universidad Nacional de La Plata.

- María Laura Alzúa.  Ph.D. en Economía, Boston University.

- Ricardo Bebczuk.  Ph.D. en Economía, University of Illinois at Urbana-Champaign.

- Joaquín Coleff. Ph.D. en Economía, Universidad Carlos III de Madrid.

- Facundo Crosta. Dr. en Economía, Universidad Nacional de La Plata.

- Santiago Garganta. Dr. en Economía, Universidad Nacional de La Plata.

- Pablo Glüzmann. Dr. en Economía, Universidad Nacional de La Plata.

- Mariana Marchionni. Dra. en Economía, Universidad Nacional de La Plata.

- Ana Pacheco. Dra. en Economía, Universidad Nacional de La Plata.

- Guido Porto. Ph. D. en Economía, Princeton University.

- Walter Sosa Escudero. Ph.D. en Economía, University of Illinois at Urbana-Champaign.

- Leopoldo Tornarolli. Mg. en Economía, Universidad Nacional de La Plata.

- Mariana Viollaz. Dra. en Economía, Universidad Nacional de La Plata.

Los integrantes del CEDLAS participan activamente en asociaciones académicas y profesionales como Network on Inequality and Poverty (NIP), Society for the Study of Economic Inequality (ECINEQ), Latin American and Caribbean Economic Association (LACEA), International Development Research Centre, Latin, Poverty and Economic Policy Network (PEP), Global Development Network (GDN), Red de centros de investigación del BID (RED), Alliance for Health Policy and Systems Research, Asociación Argentina de Economía Política (AAEP) y Asociación Argentina de Políticas Sociales (AAPS).

## Actividades
- Análisis aplicado y teórico de pobreza, desigualdad y distribución del ingreso

- Economía laboral aplicada en países en desarrollo, informalidad, desempleo, políticas del mercado laboral

- Evaluación de impacto de políticas y programas sociales

- Análisis de los sistemas de protección social, las transferencias de ingresos y otros programas de bienestar

- Modelos de equilibrio general computado

- Estandarización de microdatos de encuestas de hogares

- Diseño e implementación de encuestas de hogares

- Dictado de cursos teórico-prácticos en Argentina y el exterior, organizados conjuntamente con organismos como el Centro Internacional de Investigaciones para el Desarrollo (IDRC), el Banco Interamericano de Desarrollo, la Organización Internacional del Trabajo (OIT), el Grading of Recommendations Assessment, Development and Evaluation (GRADE), la Iniciativa Think Tank, el Ministerio de Fomento, Industria y Comercio de Managua, el Ministerio de Comercio Exterior y Turismo de Perú, la Secretaría Nacional de Planificación y Desarrollo de Ecuador e Instituto Nacional de Estadística y Censos de Ecuador, el Ministerio de Hacienda de Paraguay, y el Gobierno de la República Dominicana, entre otros.

- Organización y participación en conferencias como la Reunión de LACEA/IADB/ WB/UNDP Research Network on Inequality and Poverty (NIP), la Reunión Anual de la Impact Evaluation Network (IEN) y las reuniones anuales de la Asociación Argentina de Economía Política (AAEP), entre otras.

## Publicaciones

### Documentos de trabajo
La serie de Documentos de Trabajo del CEDLAS es una publicación mensual de trabajos de investigación sobre temas distributivos, laborales y sociales realizados en el marco del CEDLAS o por investigadores asociados. Esta serie incluye además tesis de la Maestría en Economía de la UNLP que traten temas afines al Centro.
La serie comenzó en septiembre de 2003, llegando en agosto de 2016 al número 201. Estos documentos son el fruto del trabajo de 181 autores, 62 de los cuales son o han sido investigadores del CEDLAS. El resto está compuesto por investigadores visitantes y asociados, graduados de la Maestría en Economía de la UNLP y autores externos.
Los documentos de trabajo del CEDLAS cubren un amplio conjunto de tópicos en el área social, concentrándose en el análisis empírico de la pobreza y la desigualdad en América Latina, el estudio del mercado laboral y la evaluación de políticas públicas.
Algunos de estos documentos han sido publicados en revistas académicas especializadas como el Journal of Public Economics, Economic Development and Cultural Change, Review of Income and Wealth, Journal of Economic Inequality, Journal of Income Distribution, Oxford development Studies, Economic Bulletin y Económica, entre otras.  
Además, la serie de documentos de trabajo del CEDLAS forma parte de Research Papers in Economics (RePEc), una de las bases de datos más importantes en Internet.

### Otras publicaciones

#### LibroPobreza y Desigualdad en América Latina - Conceptos, Herramientas y Aplicaciones
Este libro, escrito por los investigadores en temas distributivos Leonardo Gasparini, Martín Cicowiez y Walter Sosa Escudero, desarrolla las principales discusiones conceptuales sobre pobreza y desigualdad, ofreciendo herramientas analíticas aplicadas a datos concretos de encuestas de hogares con evidencia para todos los países de América Latina. 
El libro está pensado para estudiantes y profesionales que quieran iniciarse y avanzar en el estudio de temas distributivos en la región.  El libro ofrece sobre cada tema una discusión conceptual, herramientas de medición y evidencia para Latinoamérica. Cada capítulo cuenta con un apéndice que presenta los comandos de Stata para reproducir los resultados obtenidos sobre la base de microdatos en encuestas de hogares.

#### LibroBridging gender gaps? The rise and deceleration of female labor force participation in Latin America
El libro presenta evidencia sobre la reciente desaceleración de la participación laboral femenina en América Latina, explora sus causas, evalúa sus implicancias, y discute las limitaciones y desafíos de las políticas públicas en pos de promover el empoderamiento de las mujeres y la igualdad de género.
A lo largo de los capítulos los autores caracterizan y describen empíricamente el cambio generalizado y significativo en el ingreso de las mujeres en el mercado de trabajo en América Latina desde principios de la década de 2000, a la vez que analizan los roles asociados tradicionalmente en el hogar, enfatizan el papel de las políticas públicas en el cierre de la brecha laboral de género, y detallan las implicancias de estos fenómenos para la consecución de los objetivos de reducción de pobreza en la región. 
Leonardo Gasparini y Mariana Marchionni son los editores de este libro que fue realizado en CEDLAS en el marco del proyecto “Promoviendo el empoderamiento económico de las mujeres a través de mejores políticas en América Latina”, una iniciativa conjunta con CIEDUR, que contó con el apoyo del Centro Internacional de Investigaciones para el Desarrollo (IDRC) de Canadá.

## Proyectos de Investigación

### Base de Datos Socioeconómicos para América Latina y el Caribe

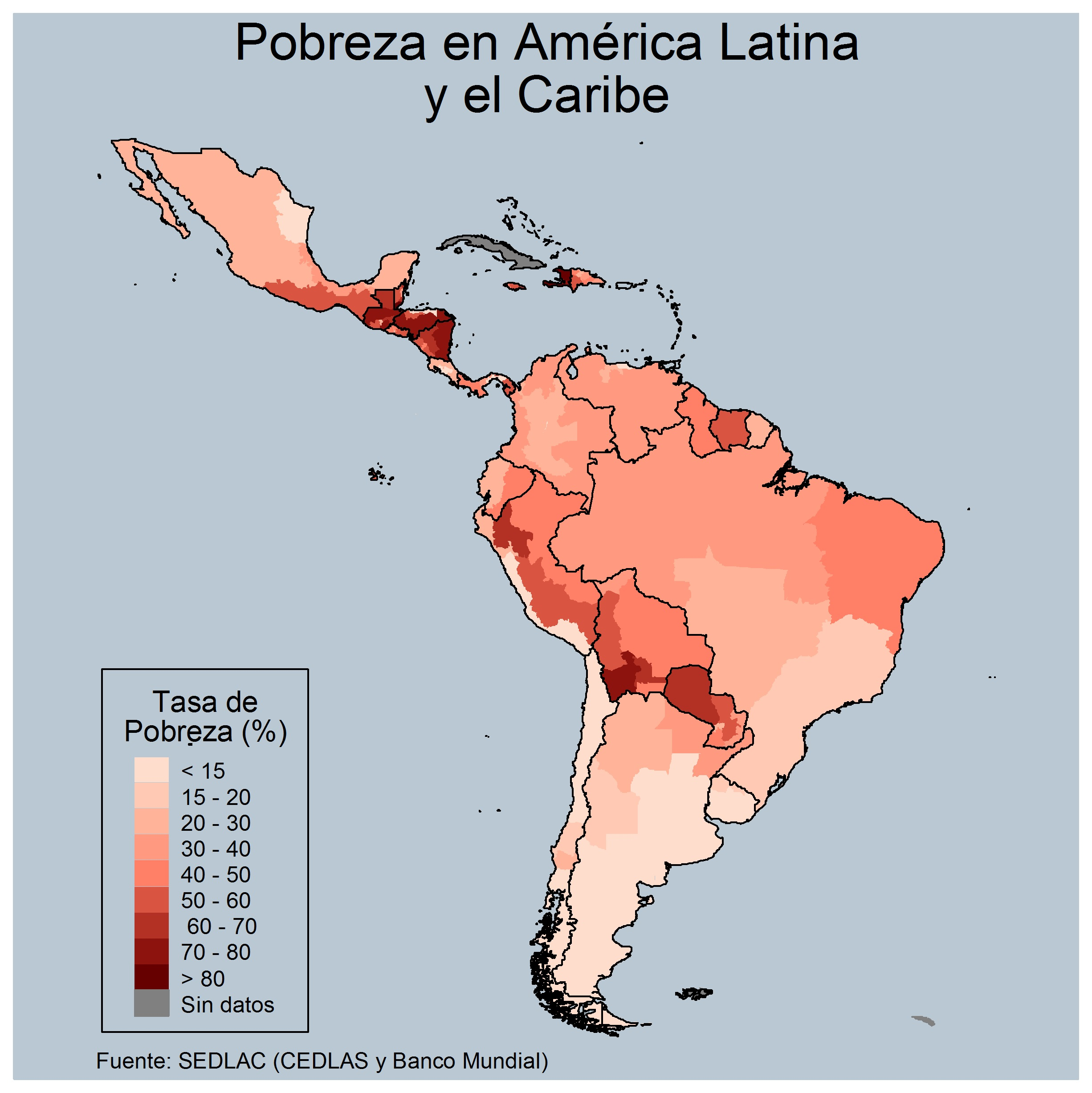
Tasa de pobreza en los países de América Latina y el Caribe a fines de los 2000, utilizando la línea de la pobreza de 4 dólares a PPP.

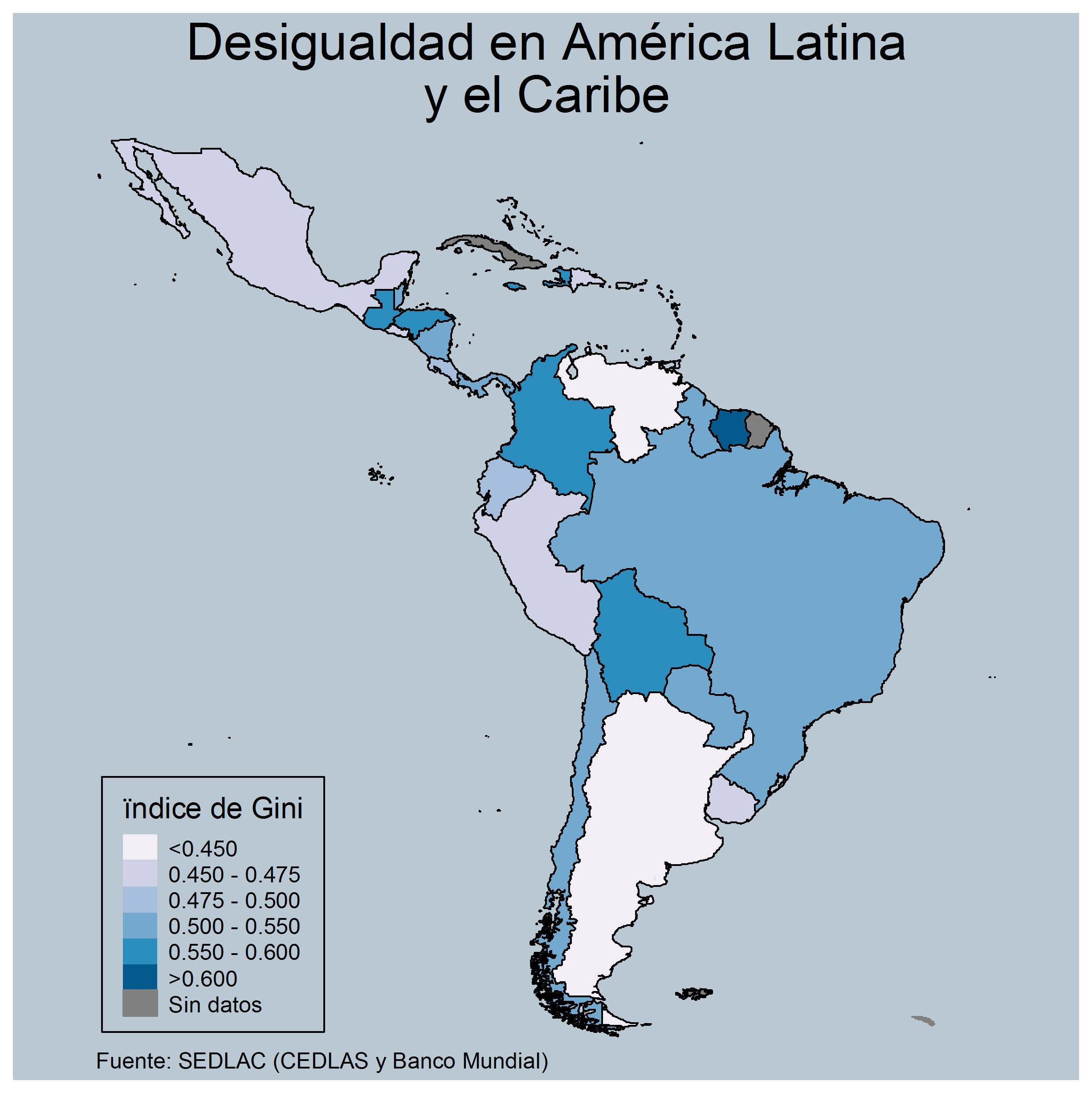
Índice de Gini en los países de América Latina y el Caribe a fines de los 2000.

El Centro de Estudios Distributivos Laborales y Sociales (CEDLAS) de la Universidad Nacional de La Plata, en conjunto con el Grupo de Pobreza y Género para América Latina y el Caribe (LCSPP) del Banco Mundial, ha desarrollado la Base de Datos Socioeconómicos para América Latina y el Caribe (SEDLAC) con el propósito de mejorar el acceso a las principales estadísticas socioeconómicas, incluyendo indicadores sobre pobreza, desigualdad, ingresos, empleo, acceso a servicios básicos, educación, salud, características de la vivienda, programas sociales y demografía, entre otros. Todas las estadísticas son computadas a partir de microdatos de las principales encuestas de hogares que se llevan a cabo en los países.
Las encuestas de hogares no son uniformes entre los países de América Latina y el Caribe. En especial difieren significativamente en cobertura geográfica y cuestionarios. También existen diferencias en el tiempo entre las encuestas de un mismo país. En este proyecto se busca lograr que las estadísticas sean comparables, en la medida de lo posible, entre países y en el tiempo. Para ello, se utilizan definiciones similares de variables en cada país/año y se aplican métodos consistentes de procesamiento de datos, para que de esta forma los usuarios puedan monitorear la tendencia de la pobreza y otros indicadores distributivos y sociales en la región. La base de datos está disponible a través de breves informes, gráficos y tablas con información para cada año/país. Asimismo, cuenta con Tablas Dinámicas, que el usuario puede solicitar en tiempo real a través del sitio oficial.
En la página web del proyecto se presenta documentación suficiente como para permitir que cada usuario evalúe la confiabilidad en las comparaciones. La guía metodológica describe las tablas disponibles en cada sección de la base de datos y comenta las principales decisiones metodológicas al momento de construir las variables.
La base de datos incluye información de más de 300 encuestas de hogares de 24 países de ALC: Argentina, Bahamas, Belice, Bolivia, Brasil, Colombia, Costa Rica, Chile, Ecuador, El Salvador, Guatemala, Guyana, Haití, Honduras, Jamaica, México, Nicaragua, Panamá, Paraguay, Perú, República Dominicana, Surinam, Uruguay y Venezuela. En cada período la muestra de países representa más del 97% de la población total de ALC. La base de datos cubre principalmente las décadas de 1990 y 2000, aunque se cuenta con información de la década de 1980 para unos pocos países.
La base SEDLAC es continuamente actualizada y mejorada sobre la base de la retroalimentación de los usuarios. Asimismo, se verifica de forma periódica la consistencia con otras fuentes de datos nacionales e internacionales. Los indicadores sociales y distributivos de la base SEDLAC son utilizados por investigadores, organismos internacionales y gobiernos, y aparecen con frecuencia en la prensa.

### Mercados de Trabajo para el Crecimiento Inclusivo en América Latina
El CEDLAS, con el apoyo del Centro Internacional de Investigaciones para el Desarrollo (IDRC) de Canadá, desarrolló un proyecto de investigación sobre el rol de los mercados laborales como factores de crecimiento inclusivo en América Latina. Dentro del proyecto, se analizaron los efectos de cambios en la oferta laboral, la demanda de trabajo de las firmas, las políticas del mercado laboral y las reformas parciales del sistema de protección social.
El programa de investigación y desarrollo de aptitudes se basó en la intersección de las perspectivas de oferta y demanda de empleo, las cuales han sido estudiadas en forma separada en la literatura existente para la región. El proyecto contribuyó a unir los dos enfoques, al desarrollar en forma conjunta una serie de estudios al nivel del trabajador y las firmas, proveyendo evidencia en la interrelación entre las reformas de la protección social, la informalidad, la reducción de la pobreza, las regulaciones del mercado laboral, las crisis, la creación de empleo y la productividad.
Todos los estudios resultantes del proyecto, y restantes actividades del mismo, así como una serie de indicadores del mercado laboral, informes y un conjunto de mapas e infografías puede encontrarse en el sitio web del proyecto.

### Promoviendo el Empoderamiento Económico de las Mujeres a través de Mejores Políticas
El Centro Interdisciplinario de Estudios sobre el Desarrollo-Uruguay, CIEDUR, conjuntamente con el CEDLAS, y el apoyo del Centro Internacional de Investigaciones para el Desarrollo (IDRC) de Canadá, se encuentran en pleno desarrollo de este proyecto de investigación cuyo objetivo es mejorar la eficiencia y eficacia de las políticas para promover la equidad de género en los mercados de trabajo.
Las realidades de ocho países latinoamericanos (Argentina, Chile, Ecuador, Bolivia, El Salvador, México, Nicaragua y Uruguay), están siendo estudiadas mediante una combinación de métodos cuantitativos y cualitativos, incluyendo el uso de modelos econométricos, evaluaciones de impacto de las políticas, metaanálisis y entrevistas en profundidad.
El sitio web del proyecto es la sede de los resultados de las investigaciones y actividades del proyecto y también permite acceder a los datos a través de diferentes herramientas de visualización incluyendo mapas interactivos.

### Mejorando Capacidades en Evaluación de Impacto en América Latina
El CEDLAS, con el apoyo del Centro Internacional de Investigaciones para el Desarrollo (IDRC) de Canadá, desarrolla actividades de formación de capacidades para investigadores de América Latina, incluyendo el dictado de cursos y seminarios y la organización de conferencias y concursos para tesis de posgrado. 

## Premios y reconocimientos
En el año 2016, el CEDLAS fue distinguido como uno de los más importantes laboratorios de ideas del mundo según el índice que elabora la Universidad de Pensilvania considerando 6.846 instituciones en todo el mundo. El CEDLAS figura entre las 25 instituciones más destacadas en Política Social a nivel mundial.
Los integrantes del CEDLAS han sido merecedores de distinciones en numerosas oportunidades, tanto a nivel nacional como internacional.  Entre los premios y reconocimientos recibidos se destacan los siguientes: 
- El 9° Premio Anual de Investigación Económica “Dr. Raúl Prebisch” a Mariana Viollaz, entregado por el Banco Central de la República Argentina (2015).

- El Premio al mejor trabajo de investigación UNICEF 2015 a María Laura Alzúa, entregado por UNICEF (2015).

- El Premio a la Labor Científica, Tecnológica y Artística a Pablo Gluzmann, entregado por la Universidad Nacional de La Plata (2014).

- El Premio ANCE 2014 a Pablo Gluzmann, Eduardo Levy Yeyati y Federico Sturzenegger por el trabajo "Fear  of appreciation".

- El Premio ANCE 2013 a Guillermo Cruces, Ricardo Pérez-Truglia y Martín Tetaz, por el  trabajo "Biased perceptions of income distributionand preferences for redistribution: Evidence from asurvey experiment" publicado en el Journal of Public Economics (con edición electrónica del 12 de noviembre de 2012, y revista Volumen 98, 2013, pp. 100-112).

- El Premio a la Labor Científica, Tecnológica y Artística entregado por la Universidad Nacional de La Plata a Leonardo Gasparini, en reconocimiento a las contribuciones en relación con el avance y desarrollo de la investigación científica, tecnológica y artística (2013).

- El Premio Fundación Vidanta 2012 a Guillermo Cruces y Leonardo Gasparini por su trabajo "Políticas sociales para la reducción de la desigualdad y la pobreza en América Latina y el Caribe. Diagnóstico, propuesta y proyecciones sobre la base de la experiencia reciente".

- El Premio Interamericano a la investigación en Seguridad Social 2012 otorgado por la Conferencia Interamericana en Seguridad Social (CISS), a Leonardo Gasparini y Santiago Garganta por el trabajo "El impacto de un programa social sobre la informalidad laboral: el caso de la AUH en Argentina".

- El Premio Interamericano a la Investigación en Seguridad Social 2011 otorgado por la Conferencia Interamericana en Seguridad Social (CISS), a Marcelo Bérgolo y Guillermo Cruces por el trabajo  "Labor Informality and the Incentive Effects of Social Security: Evidence from a Health Reform in Uruguay".

- El 5° Premio Anual de Investigación Económica “Dr. Raúl Prebisch” otorgado por el Banco Central de la República Argentina, a Pablo Gluzmann y Martín Guzmán por su trabajo “Tensiones en la ejecución de políticas de los bancos centrales en la búsqueda del desarrollo económico”  (2011).

- La Beca de la Guggenheim Foundation 2008 a Leonardo Gasparini por sus estudios sobre pobreza y desigualdad en América Latina.

- El premio del Concurso de Ayudas a la Investigación 2007 de la Fundación Carolina de España, a Guillermo Cruces por el proyecto de "Encuesta de Percepciones Distributivas y Redistribución".

- El Premio Arcor 2001 a Leonardo Gasparini, Mariana Marchionni y Walter Sosa Escudero por su trabajo "La Distribución del Ingreso en la Argentina".